# 馮元 (嘉靖進士)
馮元（1508年—？），字大本，廣東廣州府番禺縣龍灣人，軍籍，明朝政治人物。

## 生平
嘉靖十六年（1537年）丁酉科廣東鄉試第四十一名舉人，嘉靖二十年（1541年）中式辛丑科會試第二百四名，三甲第三十六名進士。

## 家族
曾祖馮誠；祖父馮德；父馮鑌，母黃氏。具庆下。